# أومارا بانغورا
أومارا بانغورا (بالإنجليزية: Umaru Bangura) (7 أكتوبر 1987 بفريتاون في سيراليون - ) هو لاعب كرة قدم سيراليوني في مركز الدفاع. شارك مع منتخب سيراليون لكرة القدم. أما مع النوادي، فقد لعب مع دينامو مينسك ونادي زيورخ ونادي هاوغسوند وHønefoss BK ‏.

## وصلات خارجية
- أومارا بانغورا على موقع الاتحاد الأوربي (الإنجليزية)
- أومارا بانغورا على موقع اتحاد النرويج (النرويجية)
- أومارا بانغورا على موقع قاعدة بيانات كرة القدم.إي يو (الإنجليزية)
- أومارا بانغورا على موقع ناشيونال فوتبول تيمز (الإنجليزية)
- أومارا بانغورا على موقع Soccerway.com (الإنجليزية)
- أومارا بانغورا على موقع AS.com (الإسبانية)